# Tony Popovic
Tony Popovic (Sydney, Austràlia, 4 de juny de 1973) és un exfutbolista australià. Va disputar 58 partits amb la selecció d'Austràlia.

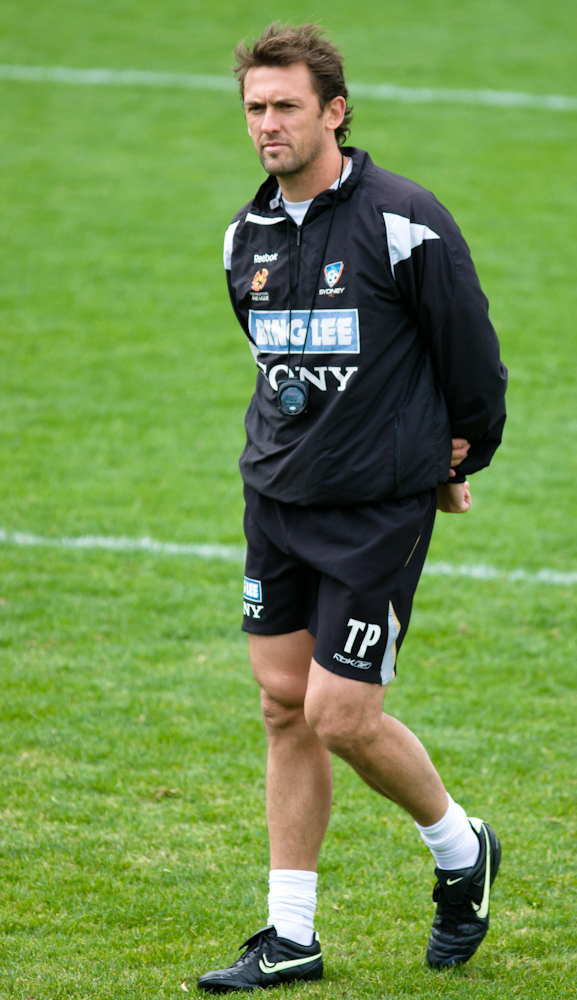
Popovic el 2010.

Un cop retirat ha estat entrenador, assistent a Sydney FC, on romangué fins 2011, i primer entrenador a Crystal Palace FC, entre d'altres.